# 寧越警察署
寧越警察署（ヨンウォルけいさつしょ）は、江原地方警察庁所管の警察署である。

## 管轄区域
- 寧越郡

## 沿革
- 1945年10月21日 -　第2管区第9警察署発足。
- 1948年8月15日 - 寧越警察署に改称。

## 管轄地区隊
- 寧越地区隊

## 管轄派出所
- 中東派出所
- 酒泉派出所
- 南面派出所
- 金サッカ派出所
- 韓半島派出所

## 管轄治安センター
- 北面治安センター
- 上東治安センター
- 双龍治安センター